# Grezzana
Grezzana je italská obec v oblasti Benátsko (Veneto) v provincii Verona. V roce 2010 měla 10 954 obyvatel. Leží 10 km severně od města Verona.

## Vývoj počtu obyvatel
Počet obyvatel